# Giao Hà, thành phố Cát Lâm
Giao Hà (tiếng Trung: 蛟河市, Hán Việt: Giao Hà thị) là một huyện cấp thị (thành phố cấp huyện) của địa cấp thị Cát Lâm, tỉnh Cát Lâm, Trung Quốc. Thành phố này có diện tích 6235 km2, dân số 470.000 người, mã số bưu chính 132500. Thành phố Giao Hà được chia ra 5 nhai đạo, 9 trấn, 5 hương và 1 hương dân tộc. Thành phố Giao Hà nằm ở phía đông của tỉnh Cát Lâm.